# كرايغ مارشال
كرايغ مارشال (بالإنجليزية: Craig Marshall)‏ هو مغني ومغن مؤلف أمريكي، ولد في 1971 في نيويورك في الولايات المتحدة.

## وصلات خارجية
- الموقع الرسمي
- كرايغ مارشال على موقع ميوزك برينز (الإنجليزية)
- كرايغ مارشال على موقع أول ميوزيك (الإنجليزية)
- كرايغ مارشال على موقع ديسكوغز (الإنجليزية)